# International airport of the Region of Murcia
Region Murcias internationella flygplats airport är en flygplats i Spanien.   Den ligger i provinsen Murcia och regionen Murcia, i den sydöstra delen av landet, 400 km sydost om huvudstaden Madrid. Den  ligger 196 meter över havet.
Terrängen runt flygplatsen är platt åt sydost, men åt nordväst är den kuperad. Runt flygplatsen är det tätbefolkat, med 331 invånare per kvadratkilometer. Närmaste större samhälle är Fuente-Álamo de Murcia, 11,9 km söder om. Trakten runt flygplatsen består till största delen av jordbruksmark.